# Märaskär, Helsingfors
Märaskär, finska: Tammakari, är en ö i Finland. Den ligger i Finska viken och i kommunen Helsingfors i landskapet Nyland, i den södra delen av landet. Ön ligger nära Helsingfors.
Öns area är 4,4 hektar och dess största längd är 350 meter i sydväst-nordöstlig riktning. Närmaste större samhälle är Helsingfors, 5,9 km norr om Märaskär.